# André Picard (dramaturge)
Pour les articles homonymes, voir Picard (homonymie) et André Picard.
André Picard est un dramaturge français né le 11 juillet 1873 à Paris, ville où il est mort le 25 février 1926.

## Biographie
André Picard a collaboré à plusieurs journaux parisiens.
Il était officier de la Légion d'honneur.

## Théâtre
- Le Cuivre, avec Paul Adam, drame en 3 actes, Comédie parisienne, 1895
- La Confidente, pièce en 3 actes, Théâtre Antoine, 1898
- Franchise, comédie en un acte, Comédie parisienne, 1899
- Un amant délicat, comédie en un acte, Théâtre de l'Athénée, 1900
- Bonne fortune, comédie en 2 actes, Théâtre Antoine, 1903
- Monsieur Malézieux, comédie en un acte, Théâtre des Capucines, 1903
- Le Protecteur, comédie en un acte, Théâtre des Mathurins, 1904
- Jeunesse, comédie en 3 actes, Théâtre de l'Odéon, 1905
- Le Faux Pas, comédie en 3 actes, Théâtre des Variétés, 1907
- L'Ange gardien, comédie en 3 actes, Théâtre Antoine, 1910
- La Fugitive, comédie en 4 actes, Théâtre du Gymnase, 1910
- Dozulé, comédie en un acte, Paris, Comédie Royale, 1912
- L'Épate, avec Alfred Savoir, comédie en 3 actes, Théâtre Femina, 1913
- Kiki, pièce en 3 actes, Théâtre du Gymnase, 1918
- L'Homme en habit, avec Yves Mirande, pièce en 3 actes, Théâtre des Variétés 1920
- Mon homme, avec Francis Carco, pièce en 3 actes, Théâtre de la Renaissance, 1920
- Ma dame de compagnie, avec Robert Laveline, comédie en 3 actes, Théâtre Michel, 1922
- Le Mariage de Fredaine, avec Val André Jager-Schmidt, comédie, Théâtre de l'Étoile, 1924
- Monsieur de Saint-Obin, avec Harold Marsh Harwood (1874–1959), comédie en 3 actes, Théâtre des Mathurins, 1926

## Cinéma
Scénariste
- En quatrième vitesse de Marcel Simon, 1919

Auteur adapté
- 1924 : Mon homme (Shadows of Paris) de Herbert Brenon
- 1926 : Kiki de Clarence Brown
- 1931 : Un homme en habit de René Guissart
- 1931 : Kiki de Sam Taylor
- 1932 : Kiki de Pierre Billon, version en français
- 1932 : Kiki de Carl Lamac, version en allemand
- 1934 : Kiki de Raffaello Matarazzo